# 邢活舒
邢活舒（1913年7月—1991年3月），原名邢鹤书，山东莱阳市团旺镇西团旺村人。中华人民共和国政治人物。

## 生平
抗日战争爆发后，他在本地参加民运。1938年3月参加了山东人民抗日救国军第三军第九大队。1940年1月加入中国共产党。后任中共莱阳县委统战部部长，胶东区北海专署科员。1945年3月成立五龙县，他调到五龙县政府任秘书。1947年8月至1948年11月，任五龙县代理副县长。1948年11月至1949年3月，任莱东县县长。
1949年6月，参加了接管青岛的工作队，任青岛浮山区区长。中华人民共和国成立后，先后任青岛市民政局科长，实业公司经理，合作社联合社主任。1954年11月，调到北京，先后任北京燃料工业部石油设计局办公室主任，石油部勘察设计院副院长等职。1983年离休。1991年3月逝世，终年78岁
。